# Eijiro Mori
Eijiro Mori (森 英次郎 Mori Eijiro?, nacido el 8 de abril de 1986 en Kanagawa) es un futbolista japonés que se desempeña como defensa.

## Trayectoria

### Clubes
| Club            | País  | Año         |
| --------------- | ----- | ----------- |
| Gainare Tottori | Japón | 2009 - 2014 |
| Grulla Morioka  | Japón | 2015 - 2017 |

## Estadística de carrera

### J. League
| Club            | Año   | J. League | J. League | Copa J. League | Copa J. League | Total | Total |
| Club            | Año   | Part.     | Goles     | Part.          | Goles          | Part. | Goles |
| --------------- | ----- | --------- | --------- | -------------- | -------------- | ----- | ----- |
| Gainare Tottori | 2011  | 6         | 1         | -              | -              | 6     | 1     |
| Gainare Tottori | 2012  | 34        | 2         | -              | -              | 34    | 2     |
| Gainare Tottori | 2013  | 37        | 0         | -              | -              | 37    | 0     |
| Gainare Tottori | 2014  | 33        | 3         | -              | -              | 33    | 3     |
| Grulla Morioka  | 2015  | 35        | 0         | -              | -              | 35    | 0     |
| Grulla Morioka  | 2016  | 19        | 2         | -              | -              | 19    | 2     |
| Grulla Morioka  | 2017  | 9         | 0         | -              | -              | 9     | 0     |
| Total           | Total | 173       | 8         | 0              | 0              | 173   | 8     |